# Blaincourt-sur-Aube
Blaincourt-sur-Aube ist eine französische Gemeinde mit 98 Einwohnern (Stand: 1. Januar 2022) im Département Aube in der Region Grand Est. Sie gehört zum Kanton Brienne-le-Château und zum Arrondissement Bar-sur-Aube. 

## Lage
Sie ist umgeben von folgenden Nachbargemeinden:
| Pel-et-Der | Précy-Notre-Dame                            |        |
| Brévonnes  | Kompassrose, die auf Nachbargemeinden zeigt | Épagne |
|            | Mathaux                                     |        |

## Bevölkerungsentwicklung

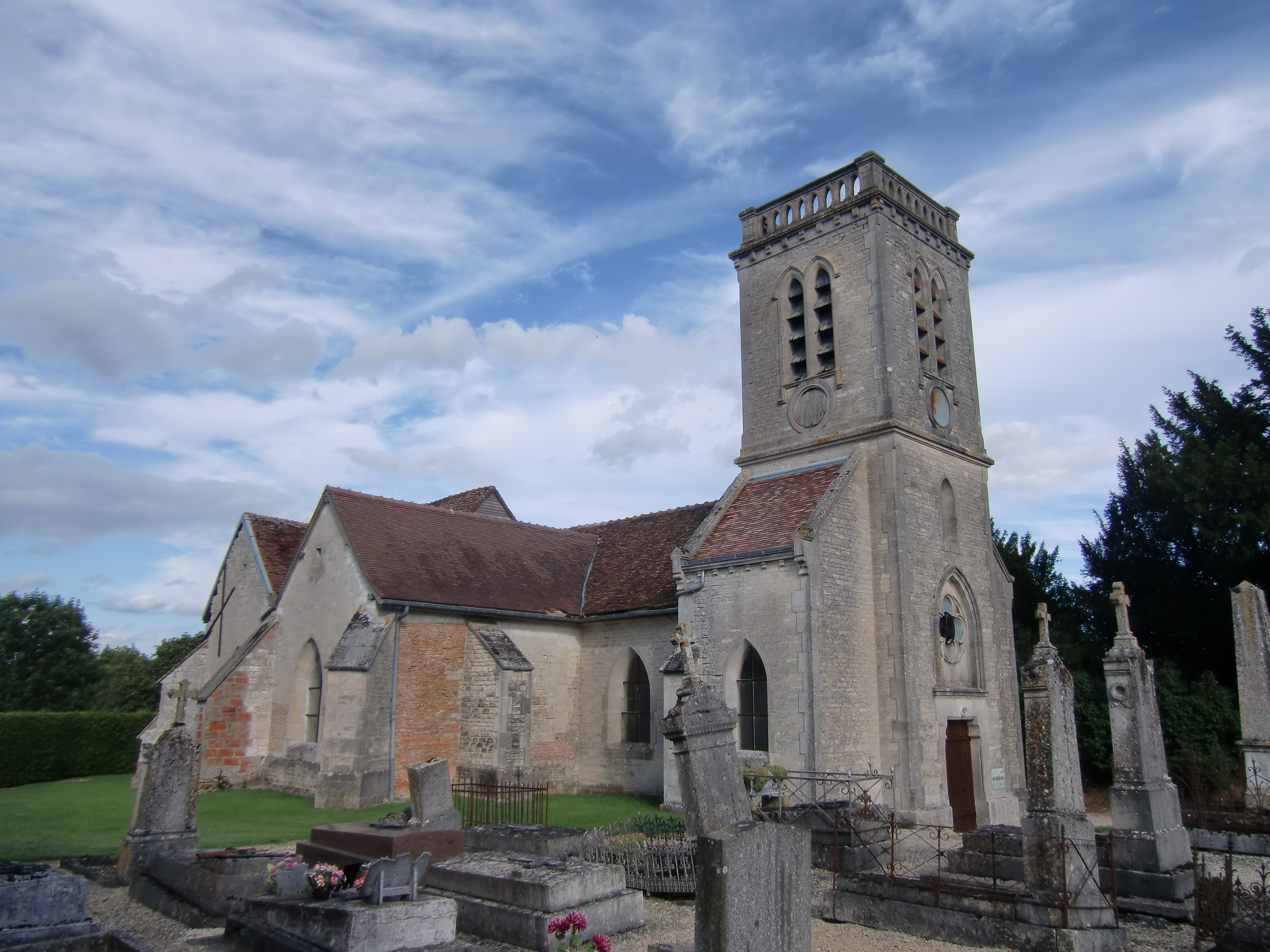
Kirche Saint-Loup-de-Troyes

| Jahr                       | 1962 | 1968 | 1975 | 1982 | 1990 | 1999 | 2008 | 2018 |
| -------------------------- | ---- | ---- | ---- | ---- | ---- | ---- | ---- | ---- |
| Einwohner                  | 106  | 111  | 102  | 105  | 86   | 87   | 96   | 109  |
| Quellen: Cassini und INSEE |      |      |      |      |      |      |      |      |